# Drežanka
Drežanka je rijeka u BiH, desni pritok Neretve.
Duga je 21 km, a površina slijeva iznosi 146 km². Slivno područje i tok Drežanke nalaze se između Čvrsnice (2226 m) na sjeveru i Čabulje (1776 m) na jugu. Dolina Drežanke se pruža u pravcu zapad-istok. Izvire iz krških vrela bogatih vodom, na nadmorskoj visini od 485 m, a ulijeva se u Neretvu u neposrednoj blizini [[[Donja Drežnica|Donje Drežnice]] na nadmorskoj visini od 112 m. Prosječan pad Drežanke iznosi 17 ‰.
Drežanka ima dosta pritoka, od kojih su najvažniji Meomača, Ledenica, Tisno i Ždilac.